# Gens Salvia
La gens Salvia risulta diffusa in numerose regioni italiche, dall'Apulia alla Gallia Cisalpina e anche nel Piceno, ad Asculum, Falerio Picenus e soprattutto a Urbs Salvia.
Un'ipotesi etimologica, scaturita dal ritrovamento di alcune epigrafi che riportano il nome della famiglia, lega il toponimo del monte Salviano alla non improbabile presenza del casato nel territorio marsicano.

## Membri dellagens

### Salvii Othones
- Marco Salvio Otone, pretore e protetto di Livia Drusilla.
- Lucio Salvio M. f. Otone, console suffetto nel 33, governatore in Africa e Illyricum.
- Marco Salvio L. f. M. n. Otone Cesare Augusto, imperatore romano per pochi mesi durante il 69, l'anno dei quattro imperatori.
- Lucio Salvio L. f. M. n. Otone Tiziano, console nel 52 e governatore in Asia.
- Lucio Salvio L. f. L. n. Otone Cocceiano, console suffetto nell'82.

### Altri
- Publio Salvio Giuliano, giurista e console nel 148.
- Publio Salvio P. f. Giuliano, console nel 175.
- Publio Salvio Apro, prefetto del pretorio sotto Augusto.
- Gaio Salvio Liberale, senatore del I secolo.